# Исайлович, Димитрий
Димитрий Исайлович (серб. Димитрије Исаиловић; 26 октября 1783, Даль, — 11 июня 1853, Белград) — сербский филолог и писатель.
Родом из Славонии. В 1830 году по приглашению Милоша Обреновича занял должность председателя комитета народного просвещения в Сербии. Напечатал много статей по филологии и истории, в 1834 - 1838 годах редактировал «Србске новине», составил французско-немецко-сербский и латинско-сербский словари.
Умер в Белграде в возрасте 69 лет.